# Oleh Karamushka
Oleh Oleksandrovych Karamushka (tiếng Ukraina: Олег Карамушка; sinh 30 tháng 4 năm 1984) là một cầu thủ bóng đá Ukraina thi đấu ở vị trí hậu vệ cho Vitebsk.

## Sự nghiệp
Karamushka là sản phẩm của hệ thống trẻ FC Dnipro Cherkasy. Trước khi chuyển đến Tavriya, anh thi đấu cho Borysfen Boryspil, FC Metalurh Zaporizhya, và FC Kharkiv, ghi 3 bàn sau 68 trận đấu.
Tại FC Shakhtar Donetsk, Karamushka cho mượn đến FC Metalurh Zaporizhya và FC Kharkiv. Ngày 19 tháng 8 năm 2008, Karamushka ký bản hợp đồng 2 năm cùng với Tavriya Simferopol theo dạng cầu thủ tự do.

### International
Karamushka là thành viên của đội tuyển trẻ quốc gia Ukraina.